# Бриджпорт (Калифорния)
Вижте пояснителната страница за други значения на Бриджпорт.
Бриджпорт (на английски: Bridgeport) е населено място и окръжен център на окръг Моно в щата Калифорния, Съединените американски щати.
Населението му се състои от 575 души към 2010 г.
Намира се на пресечката на Междущатска магистрала 395 и Калифорнийски щатски път 182 на север от Национален парк „Йосемити“ в близост до щата Невада. На изток от селището има горещи минерални извори, а на юг е разположено езерото Моно. В близост до селището се намира добре запазеният град призрак Боди.
Бриджпорт е описан в произведението „Бродягите на Дхарма“ на Джак Керуак.